# Campeonato Goiano 2011
In 2011 werd het 68ste Campeonato Goiano gespeeld voor voetbalclubs uit Braziliaanse staat Goiás. De competitie werd georganiseerd door de FGF en werd gespeeld van 16 januari tot 15 mei. Atlético Goianiense werd kampioen.

## Eerste fase
| Plaats | Club                | Wed. | W  | G | V  | Saldo | Ptn. |
| ------ | ------------------- | ---- | -- | - | -- | ----- | ---- |
| 1.     | Atlético Goianiense | 18   | 12 | 0 | 6  | 37:21 | 36   |
| 2.     | Vila Nova           | 18   | 11 | 3 | 4  | 37:21 | 36   |
| 3.     | Goiás               | 18   | 11 | 3 | 4  | 34:20 | 36   |
| 4.     | Anapolina           | 18   | 9  | 5 | 4  | 30:22 | 32   |
| 5.     | CRAC                | 18   | 8  | 3 | 7  | 37:37 | 27   |
| 6.     | Aparecidense        | 18   | 7  | 4 | 7  | 29:30 | 25   |
| 7.     | Goianésia           | 18   | 5  | 4 | 9  | 23:31 | 19   |
| 8.     | Morrinhos           | 18   | 5  | 2 | 11 | 26:39 | 17   |
| 9.     | Santa Helena        | 18   | 5  | 2 | 11 | 23:38 | 17   |
| 10.    | Trindade            | 18   | 3  | 2 | 13 | 18:35 | 11   |

|  | Geplaatst voor tweede fase |
|  | Degradatie                 |

## Tweede fase
In geval van gelijkspel wint de club met de beste notering in de competitie.
|  | Halve finale        | Halve finale | Halve finale |   |                     | Finale | Finale | Finale |
|  |                     |              |              |   |                     |        |        |        |
|  | Anapolina           | 0            | 2            |   |                     |        |        |        |
|  | Atlético Goianiense | 1            | 4            |   |                     |        |        |        |
|  | Atlético Goianiense | 1            | 4            |   | Atlético Goianiense | 1      | 1      |        |
|  |                     |              |              |   | Atlético Goianiense | 1      | 1      |        |
|  |                     | Goiás        | 1            | 1 |                     |        |        |        |
|  | Goiás               | Goiás        | 1            | 1 | 1                   | 2      |        |        |
|  | Goiás               |              |              |   | 1                   | 2      |        |        |
|  | Vila Nova           | 0            | 2            |   |                     |        |        |        |

### Kampioen
| Campeonato Goiano de 2011                |
| Goiás                                    |
| ---------------------------------------- |
| ATLÉTICO GOIANIENSE Kampioen (12° titel) |